# Magazine (revue)
Pour les articles homonymes, voir Magazine (homonymie).
Magazine est une revue culturelle trimestrielle française à destination de la communauté homosexuelle, publiée au début des années 1980 par Didier Lestrade et Misti Gris [Michel Bigot, dit], fondateur de Gaie Presse.

## Histoire du support
Magazine, le magazine des magazines sort dans les kiosques pour la première fois le 15 mars 1980 au prix de 15 francs et en un format de 60 pages se divisant en trois parties. Sur une couverture de couleur bleu ciel unie, apparaît le sommaire, à savoir les noms de Lala — qui est le frère aîné de Didier Lestrade, Jean-Pierre —, Piéral, Jacno, Denise Glaser, Kiki Picasso, l'acteur Karl Forrest (1950-1986), Madness, Bernard Faucon, Ivan Cattaneo, Jean Le Bitoux... La deuxième partie du premier numéro comprend des articles de Sébastien Lucaire sur David Bowie, Pascal Galy sur le cinéma japonais, Pascal Mounet sur Jean Lorrain, et Misti, par ailleurs graphiste du support, sur la télévision, et enfin Didier Lestrade, directeur de la revue, sur le disco. La troisième partie comprend un portfolio photographique, comprenant des clichés de Patrick Sarfati. On trouve à l'intérieur un disque souple de Lala et les Émotions, Jolie Fille d’Alger. D'autres entretiens sont proposés avec Daniel Giboury, le designer Jean-Pierre Battiloni, Jean-Philippe Coz,.
Toutefois, l'équipe éditoriale ne possédant pas la propriété du titre « magazine », doit sortir un nouveau premier numéro intitulé Magazine trimestriel, au même format mais comportant en couverture un motif — pour la seule et unique fois — signé Federico Botana, et également numéroté 1, dont le prix est passé à 20 francs : la date estimée est l'hiver 1980-1981. Au sommaire, entre autres, des articles centrés sur des créateurs britanniques comme Zandra Rhodes, Andrew Logan, Derek Jarman. On y croise des publicités pour les films de Jean-Daniel Cadinot, le club parisien Le Palace et la revue Masques, revue des homosexualités.
La troisième livraison (numérotée 2, 60 pages, 20 francs) sort en janvier 1982, soit plus d'une année après la précédente. Le titre se décline sur la couverture comme suit : Mag Magazine, typographié en lettres capitales, alternant couleurs noire et dorée. Au sommaire, toujours divisé en trois parties : Aragon, Renaud Camus, les Sparks, Extreme Centre, Man Ray, Pierre et Gilles (poster central), le couturier Tan Giudicelli, Quentin Crisp, Sarfati, Alékos Fassianós, le plasticien Philippe Morillon, Divine, et un article sur l'Olympic Entrepôt.
Sorti au tournant des années 1982-1983, le premier numéro double numéroté 3/4 reprend le titre Magazine (sans l'apocope) et introduit un petit blason bicolore figurant un profil masculin, qui deviendra le logo du périodique, sur une couverture au fond bleu magenta et blanc. Au sommaire sont annoncés : le collectif artistique En avant comme avant, Frank Ripploh, Hervé Claude, Severo Sarduy, Gilbert & George, Régis Franc, David Hockney, Pierre et Gilles, Peter Chatel, le plasticien Wilhelm Moser, Conrad Detrez, Ghislain Mollet-Viéville, Sarfati, Brion Gysin, Paul Morrissey.
Sortie au début de l'été 1983, la livraison du cinquième numéro avec une couverture déclinant le rouge, le bleu et le blanc, propose au sommaire Marie France, Tom of Finland, Serge Nubret, Erté, Edmund White, Daniel Larrieu, Ben, Lindsay Kemp, le plasticien Hervé Caillon (1918-1987), Adolfo Arrieta.
Le 9 avril 1984 sort le double no 6/7, vendu 45 francs, avec une couverture gris tramée, rouge et noire. Au sommaire sont annoncés Tommy Boy, Alfredo Arias, Bastille, Czanara, Raymond Voinquel, Paul Bowles, Reinaldo Arenas, Patrick Raynaud, le photographe-plasticien Unglee, Yves Mourousi... Des vignettes dessinées sont signées Alain Tchilinguirian. Et toujours en troisième partie, une suite de photographies signées Sarfati, Walter Pfeiffer, Rüdiger Trautsch, Pierre et Gilles, Michel Amet, Hajo Corsten. Le magazine trouve un relais aux États-Unis avec la première Folsom Street Fair de San Francisco et le périodique publié à cette occasion, via la librairie Intermale située à Amsterdam, qui assure la distribution internationale.
Le 23 novembre 1984, sort le double no 8/9, vendu désormais 70 francs, très épais, avec près de 150 pages. Sur la couverture marron foncé, grise et bleue, sont annoncés Bronski Beat, Walter Pfeiffer, John Waters, Jacques Almira, Rob of Amsterdam (Rob  Meijer dit, v. 1940-1991), Ned Rorem, François Rivière, le dessinateur australien Nigel Kent (1933-2017), Frederic Prokosch, Willy Maywald. On y trouve des dessins de Bastille, Hans-Heinrich Salmon (1953-1993) et Tom of Finland. Les textes sont pour la première fois bilingues français/anglais.
En juin 1986, Magazine, avec le double no 10/11, sort son ultime livraison, vendue 80 francs, avec près de 200 pages : l'ensemble regroupe entre autres 90 interviews de personnalités, reflet culturel de l'esprit des années 1980. Sur la couverture déclinée en jaune et orange, sont annoncés : Sylvester, Copi, le dessinateur Mel Odom, Roger Corbeau, Bill Ward, Dix10, Étienne, le chorégraphe Michael Clark, Jean-Paul Gaultier, Keith Haring... Des dessins érotiques de Nigel Kent, Rex (1943-2024), Tom of Finland, The Hun (1938-2019). Une section photo de près de 70 pages avec des images de Sarfati, George Dureau, Pascal Ferrant, Paul Blanca (en), Sunil Gupta, entre autres.

### Postérité
Avec huit livraisons au total, Magazine est considéré aujourd'hui comme l'une des plus belles publications gay des années 1980 et un précieux témoignage de la scène artistique underground des premières années de l'épidémie de sida,,. 
En avril-mai 2010, est organisée dans une galerie parisienne, 12Mail, une exposition rétrospective sur Magazine.
Parmi les rédacteurs, Gérard Pina, Jean-Luc Morel et Pascal Loubet signent leurs articles sous les initiales « PRL ».
D'autres artistes ont contribués, comme le photographe Dominique André. Très ouvert à l'international, Magazine reste le premier média français à publier le travail d’artistes aussi divers que ceux des néerlandais Paul Blanca (en) et Erwin Olaf, du britannique Sunil Gupta, de l'allemand Hajo Corsten, du suisse Walter Pfeiffer, des américains Stanley Stellar (en) et Jim Moss, de l'australien Nigel Kent. Enfin, de nombreux dessinateurs érotiques sont ainsi interviewés avec leurs œuvres, comme Bastille, Mel Odom ou le japonais Go Mishima (en).